# Красний Яр (Шипуновський район)
Кра́сний Яр (рос. Красный Яр) — село у складі Шипуновського району Алтайського краю, Росія. Адміністративний центр Красноярівської сільської ради.

## Населення
Населення — 1055 осіб (2010; 1128 у 2002).
Національний склад (станом на 2002 рік):
- росіяни — 94 %